# Cantó de Torigni-sur-Vire
El cantó de Torigni-sur-Vire és un cantó francès del departament de la Manche, situat al districte de Saint-Lô. Té 15 municipis i el cap es Torigni-sur-Vire.

## Municipis
- Biéville
- Brectouville
- Condé-sur-Vire
- Giéville
- Guilberville
- Lamberville
- Montrabot
- Le Perron
- Placy-Montaigu
- Précorbin
- Rouxeville
- Saint-Amand
- Saint-Jean-des-Baisants
- Torigni-sur-Vire
- Vidouville

## Història
| Data d'elecció                           | Identitat                    | Partit         | Qualitat |
| ---------------------------------------- | ---------------------------- | -------------- | -------- |
| 1945-1949                                | Paul Bucaille                | RI             |          |
| 1949-1971                                | Marcel Joly                  | Independent    |          |
| 1971-1977                                | Georges Baranger             | Sense etiqueta |          |
| 1977-2004                                | Robert Marty                 | Divers droite  |          |
| 2004-2011                                | Jean-Pierre Enguerrand       | Sense etiqueta |          |
| 2011-                                    | Marie-Pierre Fauvel-Beaufils | Divers droite  |          |
| les dades anteriors no són pas conegudes |                              |                |          |
|                                          |                              |                |          |

## Demografia
| A partir de 1990: Població sense dobles comptes |